# Ruma
För andra betydelser, se Ruma (olika betydelser).

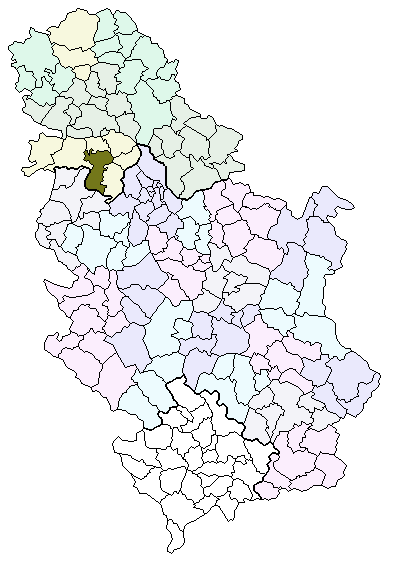
Ruma kommun i Serbien.

Ruma (kyrilliska: Рума) är en stad i området Srem i Serbiens nordliga provins Vojvodina.
Staden har 32 229 invånare, kommunen 60 000 (2002). Majoriteten av invånarna är serber (87%).
Ruma nämns första gången år 1566 som en serbisk by i det Osmanska riket.

## Orter
Följande orter ligger i Ruma kommun:
- Buđanovci (Буђановци)
- Dobrinci (Добринци)
- Donji Petrovci (Доњи Петровци)
- Grabovci (Грабовци)
- Hrtkovci (Хртковци)
- Klenak (Кленак)
- Kraljevci (Краљевци)
- Mali Radinci (Мали Радинци)
- Nikinci (Никинци)
- Pavlovci (Павловци)
- Platičevo (Платичево)
- Putinci (Путинци)
- Stejanovci (Стејановци)
- Vitojevci (Витојевци)
- Voganj (Вогањ)
- Žarkovac (Жарковац)